# 주 환왕
주 환왕(周 桓王)은 주나라의 14대 왕(재위: 기원전 719년 ~ 기원전 697년)이다. 성은 희(姬), 이름은 림(林)이다. 주 평왕의 아들인 태자 예보(洩父)의 아들이다.
콩팅

## 생애
평왕이 사망했을 때 태자 예보가 이미 요절했기 때문에 즉위했다.
즉위한 뒤 경(卿)의 권한을 약화시키고 왕권을 강화시킬 계획을 하였다. 마침 주나라와 정(鄭)나라가 인접해 있어서 정나라가 경계를 넘어 벼를 베는 일이 잦았는데, 이를 빌미로 정 장공(鄭 莊公)을 경사(卿士)의 직위에서 파면한 뒤 괵공(虢公) 기보(忌父)를 경사로 삼았다. 정 장공은 이에 불만을 느껴 이후로 환왕을 조현하러 오지 않았고, 주나라와 정나라는 서로 악감정을 갖게 되었다.
기원전 707년에 환왕이 채(蔡)나라, 위나라, 진나라의 연합군을 이끌고 정나라를 공격하였으나, 수갈(繻葛)에서 크게 패했고 본인도 전투 중 정나라 장수 축담(祝聃)이 쏜 화살에 어깨를 맞아 부상을 입었다. 이후로 환왕은 괵(虢)나라 이외에는 다른 제후국의 일에 영향을 미칠 수 없게 되었고, 주나라는 이전보다 더욱 빠르게 쇠약해졌다.
재위할 때 괵공 기보의 뒤를 이어 괵공 림보(林父), 주공(周公) 흑견(黑肩)이 차례로 경사가 되어 집정했다.
기원전 697년에 죽었고, 아들 타(佗), 즉 장왕(莊王)이 즉위하였다. 죽기 전에 장왕을 태자로 정해 놓고서 차남인 왕자 극(克)을 총애하여 주공 흑견이 왕자 극을 지지함으로써 왕실 내부에 분란이 일어나는 결과를 초래했다.
| 전 임 조부 평왕 의구 | 제14대 주나라의 왕 기원전 719년 ~ 기원전 697년 | 후 임 아들 장왕 타 |